# L'isola del dottor Moreau
L'isola del dottor Moreau (The Island of Dr. Moreau) è un romanzo di fantascienza di H. G. Wells, scritto nel 1896 e pubblicato l'anno successivo. Viene considerato il primo esponente del genere «Uplift» («sollevamento») in cui una razza avanzata interviene nell’evoluzione di una specie animale per portarla a un livello più alto di intelligenza.
È stato pubblicato in italiano per la prima volta nel 1900 dalla Società Editrice Nazionale col titolo L'isola delle Bestie ed edito in seguito anche come L'isola del terrore e L'isola del Dr. Moreau.

## Trama
(Dal capitolo XIV, La spiegazione del dottor Moreau.)
Edward Prendick naufraga a seguito di un terribile incidente in nave avvenuto nel Pacifico, e viene salvato da un piccolo vascello, l'Ipecacuanha, comandato da un capitano alcolizzato, sul quale si trasportano animali esotici. Sull'imbarcazione conosce il misterioso Montgomery e il suo deforme e inumano servitore, M'ling.
Ancora confuso e stremato per via del naufragio, Prendick viene abbandonato dal capitano su una scialuppa dopo aver difeso M'ling da un suo scatto d'ira e viene recuperato da Montgomery che intanto stava sbarcando con il suo carico di animali su di un'isola di origine vulcanica. Giunti sulle coste isolane, il terzetto di uomini viene accolto da strani uomini che suscitano in Prendick sentimenti di curiosità e orrore insieme.
Raggiunta una complessa abitazione di legno che dispone anche di un recinto, Edward Prendick scopre che qualcuno sta vivisezionando gli animali, e in breve s'imbatte nel celebre dottor Moreau, sapiente medico e scienziato specializzato in vivisezione, fuggito dall'Inghilterra in seguito allo scandalo suscitato dalla fuga di un cane mutilato dal suo laboratorio. L'uomo fugge, colpito da shock emotivo dovuto ai lamenti provenienti dal laboratorio dello scienziato, e finisce nella foresta, dove s'imbatte in alcuni mostruosi uomini-bestia, uno dei quali inizia a inseguirlo con l’intenzione di ucciderlo.
Tornato alla casa, per curiosità apre la porta del laboratorio del dottore e scopre al suo interno una figura dalla forma umana avvolta in bendaggi sul tavolo da lavoro. Scoperto da Moreau fugge, convinto che lo scienziato stesse praticando la vivisezione sugli uomini e di essere il prossimo malcapitato, inseguito da Moreau, Montgomery ed i loro servitori-bestia.
Tornato nella foresta incontra un uomo-scimmia che lo conduce a un villaggio dove si trova di fronte un gran numero di abominevoli incroci tra uomo e animale, che lo credono uno di loro e lo portano al cospetto di uno di essi, detto il Cantore della Legge, che gli canta, insieme agli altri, una nenia nella quale vengono espressi vari divieti, come quello di mangiare carne e pesce, quello di bere appoggiando la bocca all'acqua e quello della poligamia, ed al termine del quale si capisce che Moreau è considerato una specie di divinità.
Ritrovato da Montgomery e Moreau in persona, Prendick viene ricondotto al rifugio, dove il dottore gli assicura che non intende compiere su di lui alcun esperimento, anzi, gli spiega che da anni vive sull'isola e lavora febbrilmente a un tipo di ricerca mai tentata prima: l'umanizzazione di creature animali per mezzo della vivisezione, asportazione di tessuti e trapianti di arti, assieme da un intervento di tipo ipnotico per stimolare la mente degli animali selezionati, infatti la figura vista da lui nel laboratorio era un puma che lo scienziato stava operando. Moreau gli spiega anche che la Legge degli uomini-bestia aveva lo scopo di impedire a loro di ritornare ai loro istinti animale, per impedirne la regressione, processo comunque già in atto.
Un giorno, il puma appena operato aggredisce Moreau che lo segue nella foresta dove però viene sbranato. L'uomo-puma muore insieme a Moreau e Pendrick riesce a controllare il popolo-bestia dicendo che Moreau ha solo abbandonato il suo corpo ma è ancora presente e li osserva. Ciò nonostante il processo di regressione del popolo bestia va avanti e Pendrick cerca di trovare il modo di fuggire dall'isola.
Montgomery impazzisce e ubriacatosi brucia la lancia, dopo aver dato del vino ad alcuni degli uomini-bestia viene da questi aggredito e ucciso. Pendrick cerca di soccorrerlo ma uscendo dalla casa fa cadere una lampada che la fa andare a fuoco. Pendrick rimane quindi solo sull'isola e inizia a vivere nel villaggio del popolo-bestia, protetto da un fedele uomo-cane, assistendo in prima persona alla loro inesorabile regressione ad animali. Alcuni mesi dopo una lancia alla deriva con due scheletri giunge sull'isola e gli si presenta l'opportunità di fuggire per sempre. Viene salvato da una nave e ricondotto in Inghilterra, a Londra, dove inizia però a non sentirsi più a suo agio in presenza degli esseri umani che gli ricordano l'anno da incubo passato sull'isola.

## Temi
H. G. Wells porta avanti la sua lotta contro la società mediante la descrizione del pazzo dottor Moreau, creatore di una folla di mostri da incubo. 
Pur prendendo spunto da romanzi gotici e del terrore, alcuni dei quali di Edgar Allan Poe, e da tratti di Lo strano caso del dottor Jekyll e del signor Hyde di Robert Louis Stevenson, egli ha saputo creare una combinazione particolare di elementi fantastici con pungenti accuse di interesse sociale.
La narrazione è impostata soprattutto sulle responsabilità dello scienziato di fronte alla scelta delle esigenze scientifiche o della morale umana. Il dottor Moreau, di conseguenza, è lo scienziato folle e amorale, legato alle sue creature vittime da un rapporto di dominio e necessità, ed è anche il simbolo della civiltà moderna che ha fatto di scienza e progresso le sue divinità, arrivando al punto di distruggere sé stessa. Il dottor Moreau rappresenta dunque anche il simbolo eloquente dello sfruttamento industriale che crea automi e burattini al posto di esseri umani. 

Inoltre l'autore, con il libro, vuole mostrare come l'uomo non sia poi così diverso dalle bestie, infatti nelle ultime pagine, al suo ritorno in Inghilterra, Pendrick inizia a sentirsi minacciato dagli uomini perché gli ricordano gli uomini bestia. Pendrick si crede pazzo e cerca conforto nelle sue convinzioni riguardo alla superiorità del genere umano rispetto alle bestie sull'isola, dicendo, nel monologo finale, che gli uomini sono perfettamente ragionevoli, capaci di dominare gli istinti e non schiavi di una Legge fantastica. Da questa frase però il lettore può intuire quanto invece la differenza tra gli uomini e i grotteschi uomini bestia sia minima, l'uomo è spesso molto poco ragionevole, cade molte volte preda dei suoi istinti e segue leggi "fantastiche" (vedi setta, superstizione) per paura e per sentimento di branco.
"Il mio malessere assumeva le forme più strane. Non riuscivo a persuadermi che gli uomini e le donne che incontravo non fossero un altro popolo di animali passabilmente umani, plasmati con l'immagine esterna della nostra specie, ma che sarebbero presto regrediti fino a mostrare ora questo ed ora quel segno bestiale. Ho confidato il mio caso ad un uomo assai abile che ha conosciuto il dottor Moreau e che, mi è parso, credesse alla mia storia, uno specialista di malattie mentali che mi ha aiutato molto. Quantunque io non speri che il terrore dell'isola mi lasci completamente, pure generalmente si presenta solo come una debole nuvola in fondo alla mia mente, un pallido ricordo; ma vi sono anche momenti in cui questa piccola nuvola si allarga fino a coprire tutto il cielo. Allora guardo gli uomini intorno a me e vivo nel timore. Vedo facce severe e occhi brillanti, fisionomie stupide o pericolose, altre irrequiete e non sincere; nessuna ha la calma autorità di un'anima razionale. Sento come se l'animale che è in loro dovesse rivelarsi; sento come se la degradazione degli abitanti di quell'isola dovesse ripetersi su più vasta scala. So che questa è un'illusione, e che gli uomini e le donne che mi circondano sono veramente uomini e donne e che saranno sempre uomini e donne, creature perfettamente ragionevoli, piene di desideri umani e di tenera sollecitudine per i loro simili, indipendenti dagli istinti e non schiavi di alcuna legge fantastica, insomma degli esseri completamente diversi dal popolo di bestie da me conosciuto. Tuttavia rifuggo da loro, dai loro sguardi curiosi, dalle loro domande, dalle loro cure, e desidero stare lontano e in solitudine."
(Dal capitolo XXII, L'uomo solo)

## Edizioni italiane
- L'isola delle bestie, trad. Anonima, Società Editrice Nazionale, 1900.
- L'isola del terrore, trad. Anonima, Milano, Sonzogno, 1925.
- L'isola del dottor Moreau, trad. Arturo Bagnoli, Milano, Alberto Corticelli Editore, 1926, p.205; Introduzione di Michelangelo Notarianni, Parenti Editore, 1955; Intra, 2021, ISBN 979-12-800-3513-4.
- L'isola del Dottor Moreau, trad. di Rossana De Michele, Collana BUR n.2089-2090, Milano, Rizzoli, 1964.
- L'isola del Dottor Moreau, trad. di Giuseppe Zito, Roma, Gherardo Casini Editore, 1966; Roma, Fanucci, 2017, ISBN 978-88-347-3275-5.
- L'isola del dottor Moreau, in Tutti i racconti e i romanzi brevi, trad. di Maria Alice Puddu, Milano, Mursia, 1966.
- L'isola delle bestie, con La macchina del tempo, trad. di Maria Biggi, Collana Corticelli n.81, Milano, Mursia, 1967.
- L'isola del dottor Moreau, con La Macchina del Tempo e L'uomo invisibile, traduzione di Mario Monti, Introduzione di Giuseppe Lippi, Collana Oscar Fantascienza n.89, Milano, Arnoldo Mondadori Editore, 1990,  p. 142, ISBN 88-04-33751-6. - in La Fanta-Scienza di H.G. Wells, Collana Oscar Draghi, Mondadori, 2018, ISBN 978-88-047-0034-0.
- L'isola del Dr. Moreau, traduzione di Vera Simonetti, Collana Il Fantastico Economico Classico n.7, Roma, Newton Compton, 1994, ISBN 88-79-833-82-0.
- L'isola del dottor Moreau, traduzione di Silvia Lumaca, Milano, Mursia, 2003, ISBN 978-88-425-3057-2. - Nuova Editrice Berti, 2017, ISBN 978-88-736-4704-1.
- L'isola del Dottor Moreau, traduzione di e cura di Mirko Esposito, con un saggio di Margaret Atwood, Collana UEF. I Classici, Milano, Feltrinelli, 2019, ISBN 978-88-079-0327-4.

## Filmografia
I film tratti dal romanzo di Wells sono:
- Île d'épouvante (The Island of Terror), un film muto francese del 1913[1] (anche scritto come L'Île d'Épouvante e Isle d'epouvante). Il film di 23 minuti in due rulli fu diretto da Joe Hamman nel 1911 e quindi distribuito nel 1913. Alla fine dello stesso anno il film fu acquisito dal distributore statunitense George Kleine e ribattezzato The Island of Terror per la sua distribuzione a Chicago.[2]
- L'isola delle anime perdute (Island of Lost Souls, 1932) di Erle C. Kenton, con Charles Laughton e Bela Lugosi.
- Terror Is a Man di Gerardo de Leon (1959), un film filippino con Francis Lederer, Greta Thyssen e Richard Derr. Fu rieditato negli Stati Uniti nel 1964 come Blood Creature. Leon in collaborazione con Eddie Romero diresse e distribuì due film consecutivi nel 1968: Brides of Blood e Mad Doctor of Blood Island. Tutti i tre film furono prodotti dalla Lynn-Romero Productions.
- The Island of Doctor Agor di Tim Burton (1971), un film amatoriale che il regista fece all'età di 13 anni.
- Il crepuscolo della scienza (The Twilight People) di Eddie Romero (1972), con John Ashley e Pam Grier.
- L'isola del dottor Moreau (The Island of Dr. Moreau, 1977) di Don Taylor. Con Burt Lancaster e Michael York. La sceneggiatura del film fu trasposta in un romanzo da Joseph Silva alias Ron Goulart, pubblicato da Ace.
- l’isola degli uomini pesce di Sergio Martino (1979), è un film vagamente ispirato al romanzo, con anche qualche ispirazione a La maschera di Innsmouth di Lovecraft.
- L'isola perduta (The Island of Dr. Moreau, 1996) di John Frankenheimer. Con Marlon Brando, Val Kilmer, David Thewlis, Fairuza Balk e Ron Perlman. In questa versione, il dottor Moreau introduce DNA umano negli animali dei suoi esperimenti per renderli più umani.
- Dr. Moreau's House of Pain di Charles Band (2004). Un film statunitense direct-to-video.

Il 18 settembre 2015 è stato annunciato un adattamento come serie televisiva, prodotta dalla CBS.

## Altre opere derivate
- La Taproot Theatre Company di Seattle, Washington, recitò un adattamento teatrale, scritto da Sean Gaffney, nel 1999. Lo spettacolo fu filmato dalla Globalstage Productions.
- Il Moebius Theatre si esibì in un adattamento audio della storia alla Chicon 7, la settantesima World Science Fiction Convention, il 31 agosto 2012.[4]
- Il romanzo The Madman's Daughter di Megan Shepherd (2013) rinarra la storia dalla prospettiva della figlia del dottor Moreau.
- Nel videogioco arcade Metal Slug 3 l'isola del dottor Moreau è la location della prima missione, con vari animali da lui vivisezionati e trasformati in esseri di grandi dimensioni. Lo scienziato, che non appare mai, è un alleato dei marziani, i malvagi del gioco.
- L'episodio de I Simpson La paura fa novanta XIII (Treehouse of Horror XIII) contiene una parodia del romanzo, L'isola del dr. Hibbert (The Island of Dr. Hibbert), dove diversi personaggi abituali sono sottoposti a esperimenti simili a quelli presenti nell'opera originale.
- Nel videogioco Resident Evil Village uno degli antagonisti è Salvatore Moreau, una creatura ibrida uomo-pesce, che abita la Riserva dei Moreau (Moreau Reservoir o Reservoir) e che nella Clinica Moreau (Moreau's Clinic) conduce esperimenti con la stessa muffa che lo ha reso mutante.
- Nella trilogia di Re-Animator, era stato pianificato un altro capitolo intitolato Island Of Reanimator che prevedeva una sceneggiatura vagamente ispirata al racconto, con il protagonista Herbert West portare avanti i suoi esperimenti su un’isola sperduta, dove avrebbe creato dei mostri deformi. Il film non venne mai realizzato, ma molti dei suoi concept Art vennero riutilizzati per il film Frankenstein’s Army.